# Valle di Baccano

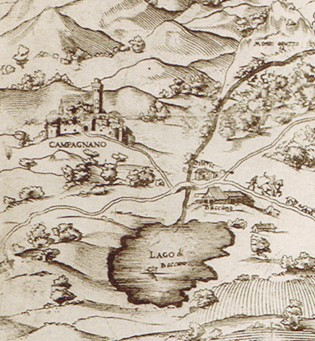
Il borgo di Campagnano in una mappa del 1547

La Valle di Baccano è un antico cratere vulcanico, del diametro di circa 3 km, colmato in età antica da una palude e successivamente prosciugato e bonificato. Si trova nel territorio comunale di Campagnano di Roma, nel Lazio, all’interno dell’area collinare sabatina.

## Descrizione
In età antica la località si trovava lungo il tragitto della Via Cassia e nei pressi vi sorgeva una stazione di posta (mansio) identificata, dopo le scoperte archeologiche con la Mansio ad Vacanas di cui sono ancora nel ventunesimo secolo visibili i resti.
La storia di Baccano registra nel 914 una battaglia tra nepesini e Sutrini contro i Saraceni, che ne uscirono sconfitti.
Nel Medioevo la Valle di Baccano si trovava lungo il tragitto della Via Francigena o Romea in uscita da Roma. La valle ed in particolare il piccolo borgo e l'Osteria del baccano corrispondevano alla Bacane nell'itinerario di Sigerico, citata appunto dall'Arcivescovo di Canterbury come la Submansio III.
La località inoltre era famosa per la malaria e la zona era assai pericolosa a causa dei briganti che la infestavano e che costituivano un pericolo per i viaggiatori ed i pellegrini diretti o provenienti da Roma.
Il piccolo lago fu prosciugato definitivamente dai Chigi nel 1833 con la costruzione di un canale detto fosso maestoso.

### Anni recenti
Negli anni '70 fu scoperto in questa zona un vasto giacimento di Litio a quasi 2000 metri di profondità, caratterizzato da un'alta densità per ogni litro di acqua del sottosuolo in cui si trova. Visto l'accresciuto interesse per questo materiale negli ultimi anni, nel 2023 si sta concretamente prospettando l'idea di avviarne nel prossimo futuro l'estrazione.